# Eerste Kamerverkiezingen 2019
De Eerste Kamerverkiezingen van 2019 waren reguliere Nederlandse verkiezingen voor de Eerste Kamer der Staten-Generaal. Zij vonden plaats op 27 mei 2019.
Bij deze verkiezingen kozen de leden van de Provinciale Staten en van de kiescolleges voor de Eerste Kamer, die op 20 maart 2019 bij de Statenverkiezingen en de  kiescollegeverkiezingen gekozen waren, een nieuwe Eerste Kamer. Het was de eerste keer dat ingezetenen van Caribisch Nederland konden deelnemen aan verkiezingen voor de Eerste Kamer.

## Deelnemende partijen
| Lijst | Partij                                 | Lijsttrekker        | # kieskringen |
| ----- | -------------------------------------- | ------------------- | ------------- |
| 1     | VVD                                    | Annemarie Jorritsma | 15            |
| 2     | CDA                                    | Ben Knapen          | 15            |
| 3     | Democraten 66 (D66)                    | Annelien Bredenoord | 15            |
| 4     | PVV (Partij voor de Vrijheid)          | Marjolein Faber     | 15            |
| 5     | SP (Socialistische Partij)             | Tiny Kox            | 15            |
| 6     | Partij van de Arbeid (P.v.d.A.)        | Mei Li Vos          | 15            |
| 7     | GROENLINKS                             | Paul Rosenmöller    | 15            |
| 8     | ChristenUnie                           | Mirjam Bikker       | 15            |
| 9     | Partij voor de Dieren                  | Niko Koffeman       | 15            |
| 10    | Staatkundig Gereformeerde Partij (SGP) | Peter Schalk        | 15            |
| 11    | 50PLUS                                 | Martin van Rooijen  | 15            |
| 12    | Onafhankelijke Senaatsfractie          | Gerben Gerbrandy    | 15            |
| 13    | Forum voor Democratie                  | Henk Otten          | 12            |
| 14    | DENK                                   | Selçuk Öztürk       | 4             |
| 15    | blanco lijst                           | J.C. Frans          | 1             |

De onder de niet-geregistreerde naam Union Revolushon Boneriano ingediende lijst nam met een blanco lijst met lijstnummer 15 aan de verkiezingen deel.
Vanwege het ontbreken van de vereiste ondersteuningsverklaringen werden de volgende ingediende lijsten ongeldig verklaard:
- Forum voor Democratie: voor Bonaire, Sint Eustatius en Saba;
- DENK: voor alle kieskringen behalve Flevoland, Utrecht, Noord-Holland en Zuid-Holland;
- de blanco lijst met lijstnummer 15: voor alle kieskringen behalve Bonaire.

## Stemwaarden
De leden van Provinciale Staten en van de kiescolleges brachten een gewogen stem uit.
| Provincie / kiescollege | # leden | Inwoners  | Stemwaarde |
| ----------------------- | ------- | --------- | ---------- |
| Zuid-Holland            | 55      | 3.674.146 | 668        |
| Noord-Holland           | 55      | 2.853.488 | 519        |
| Noord-Brabant           | 55      | 2.544.995 | 463        |
| Gelderland              | 55      | 2.071.913 | 377        |
| Utrecht                 | 49      | 1.342.194 | 274        |
| Overijssel              | 47      | 1.156.373 | 246        |
| Limburg                 | 47      | 1.116.127 | 237        |
| Friesland               | 43      | 647.740   | 151        |
| Groningen               | 43      | 584.094   | 136        |
| Drenthe                 | 41      | 492.179   | 120        |
| Flevoland               | 41      | 416.431   | 102        |
| Zeeland                 | 39      | 383.073   | 98         |
| Bonaire                 | 9       | 20.104    | 22         |
| Sint Eustatius          | 5       | 3.138     | 6          |
| Saba                    | 5       | 1.915     | 4          |

## Uitslag
De officiële uitslag werd op 31 mei 2019 in een openbare zitting door de Kiesraad vastgesteld en bekendgemaakt.
| Partij | Partij            | 2015    | 2015  | 2015   | 2019    | 2019  | 2019   | +/−    | +/−    |
| Partij | Partij            | #       | %     | zetels | #       | %     | zetels | ppt.   | zetels |
| ------ | ----------------- | ------- | ----- | ------ | ------- | ----- | ------ | ------ | ------ |
|        | FVD               | -       | -     | -      | 27.473  | 15,87 | 12     | +15,87 | +12    |
|        | VVD               | 28.523  | 16,87 | 13     | 26.157  | 15,11 | 12     | −1,76  | −1     |
|        | CDA               | 25.145  | 14,87 | 12     | 19.756  | 11,41 | 9      | −3,46  | −3     |
|        | GL                | 9.520   | 5,63  | 4      | 19.363  | 11,18 | 8      | +5,55  | +4     |
|        | D66               | 21.997  | 13,01 | 10     | 15.145  | 8,75  | 7      | −4,26  | −3     |
|        | PvdA              | 17.651  | 10,45 | 8      | 14.921  | 8,62  | 6      | −1,83  | −2     |
|        | PVV               | 20.235  | 11,97 | 9      | 11.298  | 6,53  | 5      | −5,44  | −4     |
|        | SP                | 20.038  | 11,85 | 9      | 10.179  | 5,88  | 4      | −5,97  | −5     |
|        | CU                | 8.237   | 4,87  | 3      | 8.707   | 5,03  | 4      | +0,16  | +1     |
|        | PvdD              | 6.073   | 3,59  | 2      | 6.550   | 3,78  | 3      | +0,19  | +1     |
|        | 50PLUS            | 4.388   | 2,60  | 2      | 5.251   | 3,03  | 2      | +0,43  | 0      |
|        | SGP               | 4.597   | 2,72  | 2      | 4.493   | 2,60  | 2      | −0,12  | 0      |
|        | OSF               | 2.652   | 1,57  | 1      | 2.265   | 1,31  | 1      | −0,26  | 0      |
|        | DENK              | -       | -     | -      | 1.563   | 0,90  | 0      | +0,90  | 0      |
|        | blanco lijst (15) | -       | -     | -      | 0       | 0,00  | 0      | 0      | 0      |
| totaal | totaal            | 169.056 | 100   | 75     | 173.121 | 100   | 75     | 0,00   | 0      |

Sommige Statenleden stemden niet op kandidaten van hun eigen partij. Sommige Statenleden van VVD en CDA stemden op D66 en ChristenUnie, om zo twee restzetels voor de coalitie binnen te halen. Een FVD-Statenlid stemde op SGP, om zo die partij aan een tweede zetel te helpen. De twee Statenleden van de PVV in Utrecht stemden op FVD, uit frustratie met de landelijke partij.
Forum voor Democratie werd vanuit het niets de grootste partij. Dit werd echter tijdens de zittingsperiode ongedaan gemaakt door een aantal afsplitsingen. 

### Gekozenen
Bij deze verkiezingen waren alle 75 leden aftredend, van wie 31 herkozen werden.
Vier kandidaten overschreden de voorkeurdrempel met doorbreking van de lijstvolgorde: Ilse Bezaan (PVV), en Hugo Berkhout, Otto Hermans en Theo Hiddema (allen Forum voor Democratie).
De zittingsperiode ging in op 11 juni 2019 en eindigde op 12 juni 2023.
*1850 · 1853 · 1856 · 1859 · 1862 · 1865 · 1868 · 1871 · 1874 · 1877 · 1880 · 1883 · *1884 · 1887 (I) · *1887 (II) · *1888 · 1890 · 1893 · 1896 · 1899 · 1902 · *1904 · 1907 · 1910 · 1913 · 1916 · *1917 · 1919 · *1922 · *1923 · 1926 · 1929 · 1932 · 1935 · *1937 · *1946 · *1948 · 1951 · *1952 · 1955 · *1956 (I) · *1956 (II) · 1960 · *1963 · 1966 · 1969 · *1971 · 1974 · 1977 · 1980 · *1981 · *1983 · *1986 · 1987 · 1991 · 1995 · 1999 · 2003 · 2007 · 2011 · 2015 · 2019 · 2023

* algemene verkiezingen in verband met vervroegde ontbinding van de Eerste Kamer

vanaf 1987 bedraagt de vaste zittingstermijn van de Eerste Kamer vier jaar